# West-Macedonië
West-Macedonië (Grieks: Δυτική Μακεδονία, Dytiki Makedonia) is een van de dertien periferieën (regio's) van Griekenland. Het is gelegen in het noorden van het Griekse vasteland. In het westen grenst het aan Epirus, in het zuiden aan Thessalië en in het oosten aan Centraal-Macedonië. In het noorden grenst het aan de landen Albanië en Noord-Macedonië. Het is de dunstbevolkte periferie van Griekenland en de enige die geheel door land is omsloten.

## Bestuurlijke indeling

West-Macedonië en zijn gemeenten. De groene gemeenten behoren tot Florina, de gele tot Kastoria, de blauwe tot Kozani en de roze tot Grevena

West-Macedonië bestaat uit vier regionale eenheden (perifereiaki enotita): Florina (Φλώρινα), Grevena (Γρεβενά), Kastoria (Καστοριά) en Kozani (Κοζάνη). Deze hadden voor 2011 de status van departementen (nomi), maar hebben thans geen eigen bestuur meer.
In West-Macedonië liggen twaalf van de 325 Griekse gemeenten.